# Promona
Promona, antično naselje v Iliriku, ki je bilo prvotno v posesti Liburnov in nato Dalmatov. Leta 34 pr. n. št. ga je zasedel rimski triumvir in bodoči cesar Oktavijan in naselje je postalo sedež rimske kohorte. Stalo je v sedanji vasi Tepljuh južno od Knina.